# US Montauban
Die Union Sportive Montalbanaise (kurz US Montauban) ist ein Rugby-Union-Verein aus der französischen Stadt Montauban im Département Tarn-et-Garonne. Er spielt ab der Saison 2010/2011 in der Amateurliga Fédérale 1, da er aus finanziellen Gründen keine Profilizenz mehr erhielt und somit aus der höchsten Profiliga Top 14 in die höchste Amateurliga absteigen musste. Die Heimspiele werden im Stade Sapiac ausgetragen. Der Verein wurde bisher einmal französischer Meister.

## Erfolge
- Französischer Meister: 1967
- Meister Pro D2: 2001, 2006
- Sieger Challenge de l’Espérance: 1967
- Sieger Challenge Antoine Béguère: 1971
- Sieger Challenge Armand Vaquerin: 2005

## Finalspiele von US Montauban

### Meisterschaft
| Datum        | Meister      | 2. Finalist | Ergebnis | Ort                    | Zuschauer |
| ------------ | ------------ | ----------- | -------- | ---------------------- | --------- |
| 28. Mai 1967 | US Montauban | CA Bègles   | 11:3     | Parc Lescure, Bordeaux | 32.115    |

## Bekannte ehemalige Spieler
- Nicolas Brignoni (Uruguay)
- Juan Carlos Bado (Uruguay)
- Jean-Michel Cabanier
- Goderdsi Schwelidse (Georgien)